# Varilux

Logo

Varilux est une innovation puis une marque déposée appartenant à Essilor International.

## Histoire

### L'origine de l’invention
Bernard Maitenaz, ingénieur opticien né en 1926, rejoint la Société des Lunetiers (SL, devenue Essel puis Essilor) en 1948 comme ingénieur de recherches après avoir été diplômé de l'École nationale supérieure d'arts et métiers et de l'Institut d'optique. Son grand-père et son père appartenaient déjà à cette Société des Lunetiers. C'est lui, seul mais passionné, qui invente le verre Varilux, un verre ophtalmique progressif, avec un brevet déposé en 1953 et une commercialisation qui commence en 1959. Ce verre permet une double correction des défauts de myopie (vision de loin altérée) et de presbytie (altération de la vision de près) sans jongler avec une double monture et sans avoir des verres avec double foyers. En tant que premier verre progressif, le Varilux veut permettre à ses porteurs de voir plus confortablement à n'importe quelle distance.

### Prise en main de cette invention par les équipes de recherche et développement de l'entreprise
Bernard Maitenaz devient directeur des équipes de recherche et développement de sa société en 1972. Son invention, devenue une marque, joue un rôle déterminant dans le développement de cette société, à côté d'autres innovations, et lui permet de progresser sur de nouveaux marchés, en particulier le marché américain,. Dès lors, il supervise la mise au point de nouvelles versions et le perfectionnement de cette invention. 1972 est aussi l'année de la fusion de Essel et de Silor pour former la société Essilor. Avec cette fusion, ce groupe accroît ses possibilités de recherches et développement. De nouvelles innovations sont mises au point sur le Varilux. Le verre offre progressivement plus de confort et de facilité d'adaptation. Grâce à des améliorations dans les étapes de fabrication et de procédés, la qualité des verres est renforcée. Bernard Maitenaz devient directeur général puis président-directeur général de 1980 à 1991.

### Boucle dioptrique
Avec le lancement de Varilux Comfort en 1993, Essilor développe la méthode de la boucle dioptrique qui permet de mesurer la satisfaction du porteur et d'adapter le verre sur-mesure, en conséquence. Cette démarche est en plusieurs étapes et itérative sur ces étapes :
- collection de données physiologiques de l'utilisateur ;
- design optique ;
- création d'un prototype de verre ;
- contrôle des mesures ;
- tests cliniques.